# Keiichirō Kimura
Keiichirō Kimura  (木村圭市郎?) (Prefettura di Gunma, 5 aprile 1938 – Tokyo, 19 ottobre 2018) è stato un animatore giapponese.

## Biografia
Durante il periodo scolastico, Keiichiro Kimura mostra grande passione per le discipline sportive. La stazza e un atteggiamento quasi da bullo, intimoriscono insegnanti e amici, i quali arrivano a sospettare che Kimura sia un membro della yakuza. La vera passione di Keiichiro è, però il disegno e, dopo il conseguimento del diploma, migliora il proprio stile e riesce a vincere un concorso artistico indetto dal quotidiano Mainichi. Successivamente, si iscrive ad un istituto d'arte, senza però riuscire a passare gli esami.
Dopo il fallimento dei succitati esami, Keiichiro Kimura viene a sapere, tramite un annuncio su un giornale, che la Toei Animation assume personale addetto all'animazione. Contatta così, un vecchio amico di scuola, già impegnato da molto nell'animazione e nella Toei, ovvero Daikichiro Kusube, che lo inserisce nell'azienda e lo fa esordire come disegnatore. Quest'ultimo sarà un vero maestro per Kimura, tanto quanto un altro veterano della Toei, Yasuo Ōtsuka che ne guiderà i primi passi da disegnatore. Keichiiro Kimura esordisce, come intercalatore, in due lungometraggi animati della Toei prodotti nel 1964, ovvero Sinbad e Little Prince. Passa poi a lavorare ai programmi per la televisione e il primo, in questo senso, è Shonen Ninja Kaze no Fujinami, sempre del 1964 sotto la guida di Daikichiro Kusube, affiancato da Yōichi Kotabe. Dopo, improvvisamente, gli viene affidato il ruolo di character design e direttore dell'animazione nelle cui vesti lavorerà a Rainbow Sentai Robin, Cyborg 009 del 1968, Mimì e la nazionale di pallavolo di Chikako Urano del 1969. Nel 1969 viene affidato a Keiichiro Kimura il primo incarico da character design: L'Uomo Tigre.
Anime di grossa portata, L'Uomo Tigre è l'unica opera che vede impegnato Keiichiro Kimura come character design e supervisore dell'animazione. Il tratto personalissimo, che renderà famoso sia l'anime che lo stesso Kimura, che non trova corrispettivi in nessun autore precedente, risulta ideale per rendere a meglio la forza, la potenza e talvolta la cruenza dei duelli affrontati da Naoto Date. Ogni gesto viene reso in modo inverosimile, per specifica richiesta di Kimura che disse ai suoi animatori di "immaginare il ring grande quanto un campo da calcio" giustificando le lunghe corse che precedono un salto o un colpo qualsiasi. La linea grafica di Kimura fu influenzata, per sua ammissione dai lavori di Bob Peck, illustratore di Hollywood e da Yasuo Otsuka, che sgrezzò la tecnica di Kimura quando questi era impegnato come intercalatore (doveva, cioè, realizzare tanti disegni di soggetti in movimento per uniformare il tratto dei disegnatori) ma resta comunque difficile riconoscere tali influenze, giacché rielaborate in modo molto personale.
Il 19 ottobre 2018, ad ottant'anni, Kimura muore improvvisamente per un infarto miocardico.

## Opere principali
- Sally la maga, 1966, direttore dell'animazione
- Cyborg 009, anime, 1968, direzione animazione personaggi
- L'Uomo Tigre, 1969, character design, direzione animazioni
- Mimì e la nazionale di pallavolo, 1969, direzione animazioni
- Sam ragazzo del West,1974, anime, direzione animazione
- Manga Nihon Emaki, anime del 1977 (direttore dell'animazione ep.3)
- Lilli tra un guaio e l'altro, anime, 1978, direzione animazione
- Trider G-7, anime, 1980, direzione animazione
- Saiko Robo Daiohja, anime del 1981, inedito in Italia (direttore dell'animazione)
- Countdown, OAV del 1995, della "Akira Saga" (animazioni chiave ep.1 e 2)
- M.S.Gundam Seed, anime del 2002 (direttore dell'animazione)
- Naein -to your other self, anime del 2002 (direttore dell'animazione)